# کاسکینوو
کاسکینوو (انگلیسی: Kaskinovo) یک شهرک در شهرستان کوگارچینسکی جمهوری باشقیرستان در کشور روسیه است.